# 1973年热带风暴吉尔达
热带风暴吉尔达是有可靠纪录以来第一个转变成亚热带气旋的热带气旋，于10月16日在加勒比海西部经东风波发展而成，强化到持续风速每小时110公里的最高强度后袭击古巴。气旋接下来缓慢经过巴哈马，然后减弱成热带低气压。受美国东岸近海的冷锋影响，吉尔达于10月24日转变成亚热带风暴，规模非常庞大，强度也很高。风暴此后加速向东北前进，最终转变成温带气旋并在格陵兰附近逐渐消散。
吉尔达首先在牙买加降下暴雨，致使六人丧生，引发的泥石流也造成一定程度破坏。穿越古巴和巴哈马期间，气旋的影响很小，仅有部分农作物受损。转变成亚热带风暴后，吉尔达在美国东岸大部分沿海地区产生大浪和强烈阵风，导致轻度海滩侵蚀和经济损失。

## 气象历史
10月3日，一股东风波离开非洲西岸进入大西洋。系统向西移动，于10月10日抵达加勒比海。到了10月13日，伊斯帕尼奥拉岛至巴拿马间已有西南走向的大规模对流区持续存在，而且接下来几天里对流区还在加勒比海西北部组织并聚拢。10月15日，牙买加附近形成反气旋，促使风切变减少，上层大气环境趋于利好。与此同时，热带辐合带中涌现出下层低压槽，朝北面的尼加拉瓜海岸前进。10月16日清晨，系统在中美洲和牙买加之间的中途海域附近发展成大规模热带低气压。
气旋起初的动向难以确定，有可能在转向气流推动下朝西面或东北偏北移动。如果向西前进，那么系统就会成为1968年的飓风格拉迪斯过后第一个对佛罗里达州南部构成重大威胁的热带气旋。但这只是虚惊一场，热带低气压成型后缓慢向东北偏北移动。雷暴活动的组织逐渐改善，环流周围的雨带相应增长。协调世界时10月18日凌晨0点，气旋在开曼群岛西北方向约160公里洋面达到热带风暴标准，美国国家飓风中心用“吉尔达”（Gilda）为其命名。风暴在逼近古巴南部期间迅速增强，在成为热带风暴约18小时后达到风力时速110公里的最高强度。不久，气旋从古巴今圣斯皮里图斯省和谢戈德阿维拉省边界附近登陆。
吉尔达在古巴上空略有减弱，不到12小时就穿越该国，于10月19日清晨进入大西洋。之前牙买加上空对风暴发展有利的反气旋依然位于加勒比地区，致使风暴上空的风切变增多，对流因此逐渐同下层环流分离。10月20日清晨，吉尔达从巴哈马安德罗斯岛东南近海掠过，飓风猎人侦察机在此期间测得994毫巴（百帕）气压，这也是正式纪录中吉尔达处于热带气旋阶段时的最低气压。受风切变影响，气旋逐渐减弱，促使下层转向气流占据主导地位。经过埃克苏马岛后，风暴从伊柳塞拉岛上空或附近经过，于10月21日在哈勃岛以东约95公里洋面基本停止移动。10月22日晚，整整24小时里只移动10公里的吉尔达弱化成热带低气压。
降级成热带低气压后，吉尔达又有几乎24小时没有移动，然后在美国东岸上空的上层低压槽影响下开始加速向东北前进。气旋与低压槽产生的冷空气相互影响，形成有利于风暴增强的斜压环境。10月24日，吉尔达在伊斯帕尼奥拉岛和北卡罗莱纳州之间的中途位置附近海域转变成亚热带风暴，成为有纪录以来第一个转变成亚热带气旋的热带风暴。考虑到吉尔达有可能再变回热带气旋，同时也为了保持信息前后连贯，气象机构在接下来的实际操作中继续针对亚热带风暴发布公告。气旋环流规模变得极其庞大，覆盖范围一度从新英格兰延伸到巴哈马，还向东扩展到越过百慕大，直径超过2100公里。10月25日，风暴从百慕大和北卡罗莱纳州哈特拉斯角（Cape Hatteras）间的中途海域经过，在此期间达到风力时速110公里的最高强度。接下来吉尔达转向东北，气压于10月27日降至984毫巴（百帕），这也是正式纪录中吉尔达无论是在热带气旋还是亚热带气旋阶段的最低气压。由于行经洋面水温降低，风暴当天在加拿大海洋省份东南方向转变成温带气旋。经过纽芬兰岛东南近海后，吉尔玛继续向东北移动，在格陵兰近海基本停止前进，最终于10月30日逐渐消散。

## 防灾措施、影响和纪录

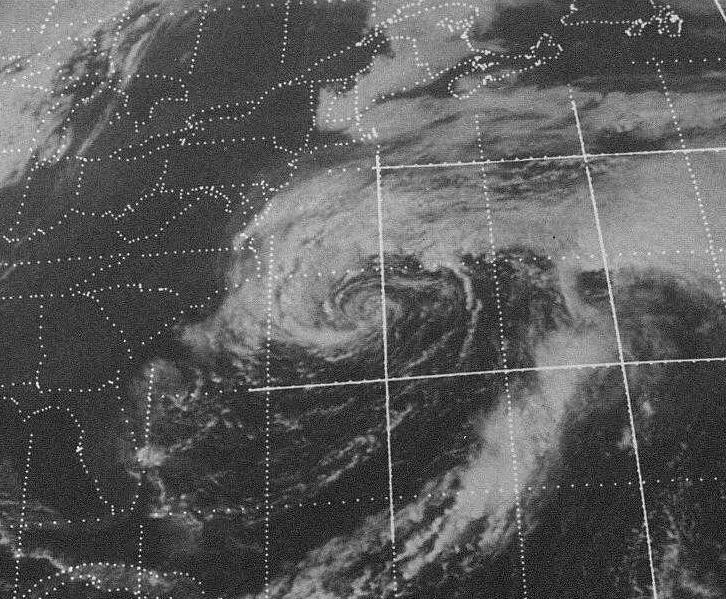
位于美国附近的亚热带风暴吉尔达

牙买加首先受到气旋影响，暴雨持续三天之久。该国所测最高降雨量达411毫米，岛屿东部发生多起山体滑坡，圣安德鲁区有六幢房屋被毁。牙买加其他地区发生多起泥石流，导致财物受损，部分道路无法通行，该国共有六人遇难。风暴对古巴的影响不大，位于东方省（Oriente Province，现已废弃）山区的一间气象站测得时速95公里大风。古巴北部沿海城市莫隆在吉尔达经过前六小时共测得155毫米雨量。气旋造成的影响很小，仅限于古巴东部一些庄稼受损，还有部分地点停电。面对风暴威胁，数百人被迫离开家园。
巴哈马有关部门将学校关闭，许多商铺在吉尔达来袭当日提前关门。气旋一度几乎停止移动，引发持续数日的暴雨和强烈风暴潮。安德罗斯岛测得热带风暴强度阵风，金礁（Golden Cay）的阵风时速最高，达120公里。风暴令多个岛屿的农作物受损，但整体经济损失很小。
气象部门预计吉尔达会行进至佛罗里达州东南部附近，门罗县北基拉戈岛（North Key Largo）至劳德代尔堡收到烈风警告。佛罗里达州近海波涛汹涌并持续有72小时，造成中等程度海滩侵独和经济损失。风暴转变成庞大的亚热带气旋后，北卡罗莱纳州哈特拉斯角至马萨诸塞州梅里马克河河口多次接获烈风警告。海岸沿线受到大浪冲击，北卡罗莱纳州至新泽西州测得烈风强度风力。吉尔达令大西洋西部上空狂风肆虐、波涛汹涌，一艘船遇到8.5米的狂浪，但没有造成显著破坏。风暴转变成温带气旋期间，新斯科舍近海的塞布尔岛测得时速119公里阵风。
热带风暴吉尔达是有纪录以来第一个转变成亚热带气旋的热带气旋，此前还只有过亚热带气旋转变成热带气旋。此后，转变成亚热带气旋的热带气旋依然很少。1980年，一个热带低气压消散后重组成亚热带低气压，之后又在大西洋开放海域上空转变成飓风乔治。1981年，热带风暴何塞在消散前转变成亚热带气旋；1984年，飓风克劳斯在西大西洋转变成亚热带风暴。2001年，热带风暴阿利森在墨西哥湾上空转变成亚热带风暴后穿越美国东南部大范围区域。2011年，热带风暴李在逼近路易斯安那州期间转变成亚热带风暴。